# Demxino
Demxino (en rus: Демшино) és un poble de l'óblast de Lípetsk, a Rússia, que el 2011 tenia 351 habitants. Pertany al districte rural d'Úsman.